# Villalbí (motocicleta)
Villalbí fue la marca de la primera motocicleta construida totalmente en España, concretamente en Cataluña. 

## Historia

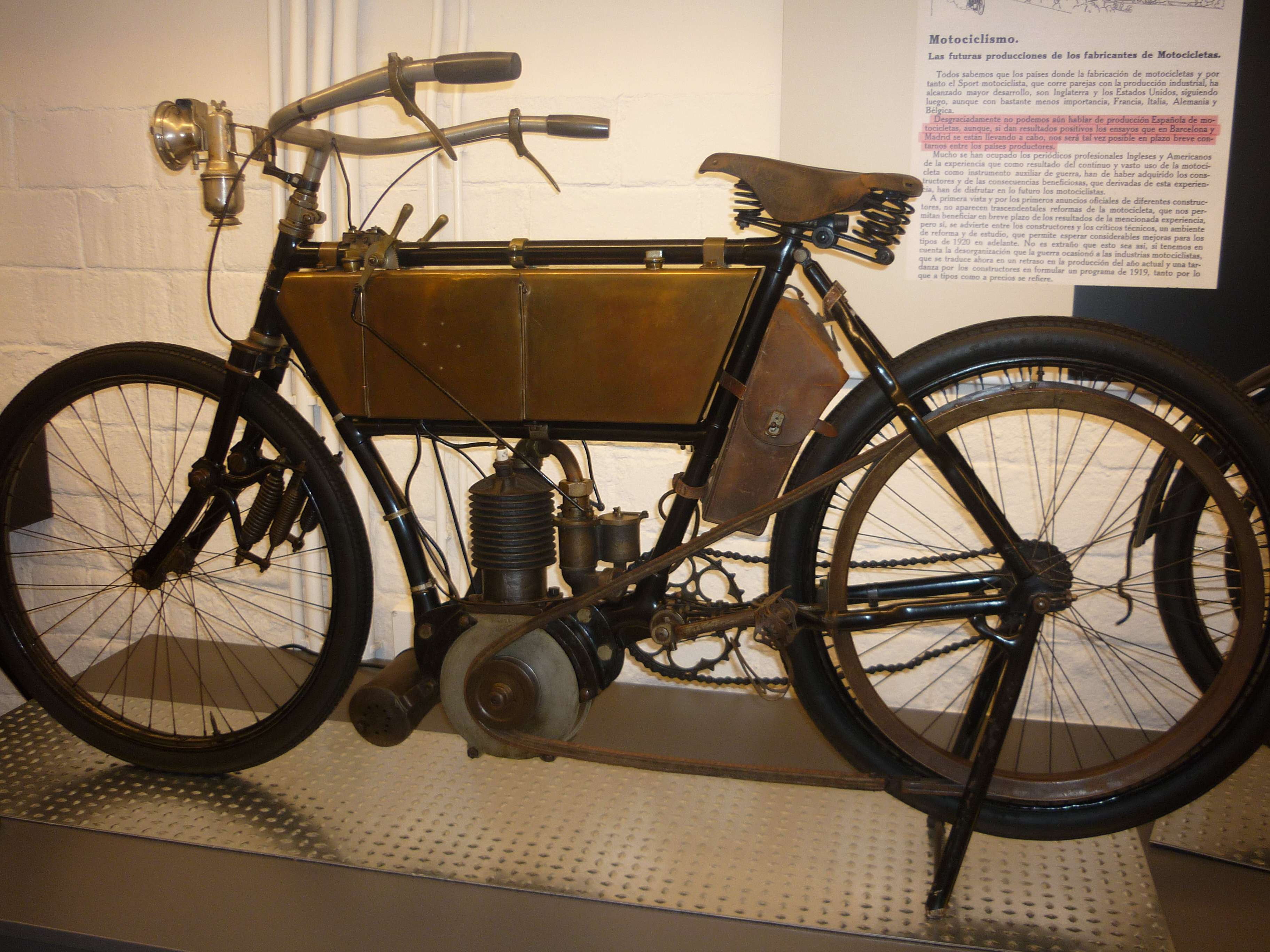
La Villalbí 430cc de 1904, en el Museo de la Moto de Barcelona

Miquel Villalbí creó un prototipo en Barcelona, en 1903. Después de someterle a diversas pruebas con resultados positivos fabricó cinco unidades más, que vendió al precio de 1.200 pesetas.
Se conserva un ejemplar en el Museo de la Ciencia y de la Técnica de Cataluña (mNACTEC),  en Tarrasa, y otro en el Museo de la Moto de Barcelona.
En el momento de construir su motocicleta Villalbí hubo de desenvolverse completamente solo, dado que en aquella época la industria auxiliar era sencillamente inexistente: tanto el carburador como el bastidor, instalación eléctrica e incluso las cubiertas para las ruedas, hubo de fabricarlas artesanalmente.
Debido a las dificultades en la fabricación Villalbí, que era un perfeccionista, la abandonó  y pasó a distribuir marcas extranjeras.

## Características
Los mandos se encontraban repartidos entre el depósito de combustible y el manillar: sobre el depósito iban tres palancas: una para regular el avance (chispa), otra para el gas (acelerador) y otra para el aire. En el manillar iba el descompresor y un sistema de contacto, que funcionaba girando el puño, muy parecido a los mandos de gas actuales.

### Datos Técnicos
- Motor monocilindrico refrigerado por aire
- Diámetro x carrera 78 x 90mm
- Potencia 3,5 CV
- válvulas superpuestas (siendo automática la de admisión)
- Encendido por pila, bobina y ruptor de avance variable
- Carburador con mandos separados de gas y aire, sin dispositivo de puesta en marcha ni de mezcla
- Colocación del motor en la parte inferior del cuadro
- Depósito situado alto y estrecho, para no entorpecer el pedaleo para puesta en marcha y para la ayuda en pendientes
- Suspensión delantera elástica, del tipo oscilante
- Neumáticos de alambre y las llantas de base hueca, con unas medidas 650x50.[2]